# Galezi australieni

Galezii din Australia (2011)

Termenul de galezi australieni face referire fie la galezii care au imigrat și au devenit cetățeni ai Australiei, fie la cetățenii născuți în Australia de origine galeză.